# Episodi di Galactik Football
Questa è la lista degli episodi della serie animata Galactik Football.

## Lista episodi

### Prima stagione
La prima stagione è andata in onda in tutta Europa su Jetix a partire dal 2006 mentre in Francia è andata in onda su France 2 e Gulli a partire dal 3 giugno 2006.
| Nº | Titolo francese    | Titolo italiano            | Prima TV francese | Prima TV italiana |
| --- | ------------------ | -------------------------- | ----------------- | ----------------- |
| 1 | Le retour          | Il ritorno                 | 3 giugno 2006     | 10 giugno 2006    |
| Aarch ritorna su Akillian dopo 15 anni dalla glaciazione, ma è odiato dalla maggior parte della popolazione. |                    |                            |                   |                   |
| 2 | Le spoir           | Una nuova speranza         | 4 giugno 2006     | 2006              |
| Aarch decide di fondare una nuova squadra di Akillian e seleziona 8 ragazzi del pianeta. |                    |                            |                   |                   |
| 3 | Le défi            | La sfida                   | 10 giugno 2006    | 2006              |
| 4 | L'équipe           | La squadra                 | 11 giugno 2006    | 2006              |
| Gli Snowkids sfidano gli Wambas perdendo 2-1. Tia viene rintracciata dai propri genitori che la riportano sul Pianeta di Olbiamoon. |                    |                            |                   |                   |
| 5 | Le capitaine       | Il capitano                | 17 giugno 2006    | 2006              |
| Aarch sceglie Rocket come capitano degli Snow Kids. Inizia la partita di spareggio contro i Red Tigers terminando il primo tempo 0-3. |                    |                            |                   |                   |
| 6 | La relance         | Secondo tempo              | 18 giugno 2006    | 2006              |
| Gli Snowkids stanno perdendo 0-3 con i Red-Tigers, ma l'ingresso di Tia salva la Squadra che riesce a rimontare vincendo il match 4-3. Callie riesce a convincere i genitori di Tia a lasciarla giocare a Galactik Football. |                    |                            |                   |                   |
| 7 | Le chouchou        | La rivelazione             | 24 giugno 2006    | 2006              |
| Gli Snowkids arrivano ad Unadar, pianeta dei Rikers e perdono 5-0 contro la squadra locale dei Rikers. Gli Snow Kids scoprono che Rocket è il nipote di Aarch. |                    |                            |                   |                   |
| 8 | La tempête         | Alla ricerca di Rocket     | 25 giugno 2006    | 2006              |
| Micro-Ice, D'Jok e Tia vanno a cercare Rocket che ha lasciato la squadra. |                    |                            |                   |                   |
| 9 | La revanche        | La rivincita               | 1º luglio 2006    | 2006              |
| Gli Snowkids giocano nello stadio di Akillian che ritorna pieno dopo 15 anni, rimontando una difficile partita di ritorno contro i Rikers da 0-2 a 3-2, grazie alla rete di Rocket ed alla doppietta di D'Jok. Thran, Rocket e Ahito riescono a controllare il Respiro di Akillian. Micro Ice è l'unico della squadra che non ci è ancora riuscito.                                        |                    |                            |                   |                   |
| 10 | Les pirates        | I Pirates                  | 2 luglio 2006     | 2006              |
| Gli Snowkids approdano nel rifugio dei Pirati, dove vincono 4-1 un facile incontro contro i Pirates, grazie alle doppiette di D'Jok e Micro-Ice. Tutti i membri degli Snow Kids sanno ora controllare il Respiro. |                    |                            |                   |                   |
| 11 | Le professeur      | Il professore              | 8 luglio 2006     | 2006              |
| Tornati su Akillian per la partita di ritorno gli Snowkids battono i Pirati 6-0. Rocket si infortuna, riuscendo a guarire in pochi giorni. |                    |                            |                   |                   |
| 12 | La fuite           | La fuga                    | 9 luglio 2006     | 2006              |
| Micro-Ice fugge dal palazzo della squadra passando per i Sotterranei e incontra Sonny Blackbones che, scoperto dai Technoid, fugge con il ragazzo. |                    |                            |                   |                   |
| 13 | L'attaquante       | Un nuovo attaccante        | 9 luglio 2006     | 2006              |
| Micro-Ice decide di abbandonare il Galactik Football perché, a suo modo di vedere, gli altri compagni pensano che lui sia il più debole. Gli Snowkids giocano la partita di andata contro gli Shadows, perdendo 2-3. |                    |                            |                   |                   |
| 14 | Trou noir          | Vuoto di memoria           | 16 luglio 2006    | 2006              |
| Micro-Ice ritorna su Akillian grazie ad una navicella dei pirati e dice ad Aarch di non ricordare più niente della sua fuga. |                    |                            |                   |                   |
| 15 | La dernière chance | L'ultima chance            | 17 luglio 2006    | 2006              |
| Gli Snowkids stanno perdendo 3-0 il match di ritorno contro gli Shadows ma riescono a ribaltare la partita 3-4, grazie alle reti di Rocket (2), D'Jok e Micro-Ice. e si qualificano alla fase finale della GF Cup. |                    |                            |                   |                   |
| 16 | Le Genèse Stadium  | Genesis Stadium            | 24 luglio 2006    | 2006              |
| Gli Snowkids approdano al Genesis Stadium ma si distraggono troppo e perdono la concentrazione. |                    |                            |                   |                   |
| 17 | La préparation     | Brividi al Genesis Stadium | 24 luglio 2006    | 2006              |
| Gli Snowkids iniziano gli ottavi di finale contro gli Wambas e, giocando male, ribaltano il match 3-2, grazie alle reti di Micro-Ice, Rocket e Tia, D'Jok si monta la testa ed è il peggiore della squadra. |                    |                            |                   |                   |
| 18 | La pression        | Una sorpresa per Rocket    | 25 luglio 2006    | 2006              |
| Rocket festeggia il proprio compleanno e scopre l'identità della madre creduta perduta. |                    |                            |                   |                   |
| 19 | La star            | La Star                    | 26 luglio 2006    | 2006              |
| Gli Snowkids sfidano i Lightings vincendo una difficilissima partita ai calci di rigore. Nel frattempo i pirati liberano Clamp dalla Base dei Technoid, togliendogli il veleno. |                    |                            |                   |                   |
| 20 | Le MétaFluide      | Il Metaflusso              | 27 luglio 2006    | 2006              |
| Sonny Blackbones e Clamp rivelano agli Snowkids che il Flusso che usano è sintetico e potrebbe essere pericoloso, e per questo è permesso solo nel Galactik Football. Senza il respiro gli Snowkids stanno perdendo 4-0 il primo tempo contro i Technodroid V2. D'jok ritrova suo vero padre marito sua madre stata morta.                                                                 |                    |                            |                   |                   |
| 21 | L'abandon          | In finale                  | 28 luglio 2006    | 2006              |
| Grazie alla riscoperta del Flusso, gli Snowkids rimontano e vincono 4-6 il match di semifinale, grazie alla tripletta di D'Jok, alla doppietta di Rocket ed alla rete di Mei. |                    |                            |                   |                   |
| 22 | La disparition     | Salvare D'Jok              | 29 luglio 2006    | 2006              |
| Blaylock rapisce D'Jok e ricatta Sonny per ottenere il metaflusso. |                    |                            |                   |                   |
| 23 | Le chantage        | Il dubbio                  | 30 luglio 2006    | 2006              |
| D'Jok non riesce a trovare una soluzione al suo problema. Infatti Blaylock gli ha chiesto di perdere la finale per risparmiare la vita del padre Sonny. |                    |                            |                   |                   |
| 24 | Le duel            | Il duello                  | 31 luglio 2006    | 2006              |
| D'Jock e Sinedd si sfidano in un 1 contro 1 al Genesis Stadium. L'incontro sarà sospeso per alcuni malori di Sinedd a causa dello Smog. |                    |                            |                   |                   |
| 25 | Le traître         | Uno sporco inganno         | 31 agosto 2008    | 2006              |
| Inizia la finale di GF con gli Shadows che vincono per 1-0 mentre i pirati e Duke Maddox, Capo della Technoid, liberano Sonny Blackbones. Blaylock prova a fuggire con il Metaflusso. |                    |                            |                   |                   |
| 26 | La coupe           | Go, Snow, Go!              | 1º agosto 2006    | 2006              |
| D'Jok salva gli Snowkids dalla sconfitta e li porta ai supplementari con un gol su punizione. Sonny Blackbones ferma Blaylock facendolo cadere da 50 piani e recupera il Metaflusso. Nel frattempo, gli Snowkids tentano, anche con lo stesso portiere a segnare, finché vincono la finale ai supplementari grazie ad un gol di Mei. D'Jok alza la coppa, e la prima stagione si conclude. |                    |                            |                   |                   |

### Seconda stagione
La seconda stagione è andata in onda in tutta Europa su Jetix a partire dal 2008 mentre in Francia è andata in Onda su France 2 e Gulli a partire dal 5 aprile 2008.
| Nº | Titolo francese         | Titolo italiano                | Prima TV francese | Prima TV italiana |
| --- | ----------------------- | ------------------------------ | ----------------- | ----------------- |
| 1 | Le retour des champions | Ritorno al Genesis Stadium     | 5 aprile 2008     | 2008              |
| Gli Snowkids festeggiano la vittoria del Campionato di 4 anni fa e nel frattempo i Pirates ottengono l'immunità, ma Ahito si ammala. Sonny Blackbones promette al figlio che seguirà ogni suo incontro. Intanto Rocket e Tia stanno giocando dopo che Tia getta in acqua Rocket, ma Tia rischia di cadere da un palazzo. |                         |                                |                   |                   |
| 2 | Hors la loi             | La sospensione                 | 6 aprile 2008     | 2008              |
| Rocket riesce a salvare Tia usando però il metaflusso, ma viene sospeso dalla Lega del GF per aver usato il Flusso in modo non autorizzato. |                         |                                |                   |                   |
| 3 | Les nouveaux Snow-kids  | Due nuovi acquisti             | 12 aprile 2008    | 2008              |
| Gli Snowkids dovranno fare a meno di Ahito e Rocket visto che sono indisponibili, perciò acquistano Mark e Yuki. |                         |                                |                   |                   |
| 4 | D'Jok prend la tête !   | Il nuovo capitano              | 13 aprile 2008    | 2008              |
| D'Jok diventa il nuovo capitano degli Snowkids e crede che Yuki sia la più debole della squadra. |                         |                                |                   |                   |
| 5 | Visite surprise         | Aria di casa                   | 19 aprile 2008    | 2008              |
| Gli Snowkids tornano temporaneamente su Akillian mentre Ahito sta recuperando. |                         |                                |                   |                   |
| 6 | Le Netherball           | Le regole del Netherball       | 20 aprile 2008    | 2008              |
| Rocket scopre il Netherball, detto "Calcio senza Regole". |                         |                                |                   |                   |
| 7 | Une défense fragile     | I timori di Aarch              | 26 aprile 2008    | 2008              |
| 8 | Le secret de la sphère  | Il segreto della sfera         | 27 aprile 2008    | 2008              |
| 9 | Le match All Stars !    | All-Star Match                 | 3 maggio 2008     | 2008              |
| Inizia l'incontro tra All-Star contro Technodroid V3 che finisce 5-1 per gli All-Stars. |                         |                                |                   |                   |
| 10 | Rocket contre Sinedd    | Rocket contro Sinedd           | 4 maggio 2008     | 2008              |
| Rocket sconfigge massacrando Sinedd per 3-2. Nel frattempo Ahito recupera tutte le Forze. |                         |                                |                   |                   |
| 11 | La fin des illusions    | I Campioni                     | 10 maggio 2008    | 2008              |
| Inizia la GF Cup tra Snowkids contro Wambas dove gli wambas conducono per 0-2. |                         |                                |                   |                   |
| 12 | Terrain d'entente       | L'ultimo ostacolo              | 11 maggio 2008    | 2008              |
| Continua la sfida tra Snowkids contro Wambas dove Ahito entra al posto di Yuki mentre Micro-Ice, D'Jok e Mark ribaltano il risultato per 3-2, poi Addim dice che Rocket non è più sospeso nella GF, ma Rocket dice che gli Snowkids non hanno più bisogno di lui. |                         |                                |                   |                   |
| 13 | Menace sur les fluides  | La sfida degli Shadow          | 17 maggio 2008    | 2008              |
| Gli Shadow erano in controllo partita ma perdono grazie al Flusso che è sparito per mano di Bleylock, dopo di che accusano la banda dei Pirates e l'immunità viene interrotta. |                         |                                |                   |                   |
| 14 | La machination          | Rocket abbandona gli Snow Kids | 26 luglio 2008    | 2008              |
| Gli Snowkids vanno nel sotterraneo del Netherball e dicono a Rocket che può rigiocare ma lui dice di non voler più giocare a GF. |                         |                                |                   |                   |
| 15 | Pacte avec les Pirates  | Missione Verità                | 27 luglio 2008    | 2008              |
| D'Jok e Mark tornano da Rocket e provano a convincerlo a tornare per la Seconda volta ma lui rifiuta di nuovo. |                         |                                |                   |                   |
| 16 | Nouvelle tactique       | Il Nuovo Ordine                | 2 agosto 2008     | 2008              |
| La Squadra si trova nei guai grazie a Tia che ha lasciato la squadra temporaneamente per salvare i suoi genitori rinchiusi ingiustamente. |                         |                                |                   |                   |
| 17 | L'évasion               | Una Via Di Fuga                | 3 agosto 2008     | 2008              |
| Tia e i Pirati riescono a far Evadere i Genitori di Tia e riescono a Fuggire mentre gli Snowkids riescono a vincere 2-1 contro i Rikers. |                         |                                |                   |                   |
| 18 | Warren s'en mêle        | La Fase Finale                 | 9 agosto 2008     | 2008              |
| Warren prova a battere Rocket per farlo tornare a giocare con gli SnowKids, ma la partita va a Rocket per 2-1. Allora Warren dice a D'Jok che tocca a lui sfidare Rocket, nel bene o nel male...Intanto, i Lightnings si preparano per i quarti di finale contro i Technodroid V3.2. |                         |                                |                   |                   |
| 19 | Les Technodroides V3    | A Un Passo Da Bleylok          | 10 agosto 2008    | 2008              |
| I Lighting vincono contro i Technodroid V3.2 con il risultato di 2-1, nel frattempo D'Jok si prepara a Sconfiggere Rocket nella Sfera ma improvvisamente si fa viva Tia e va a sfidarlo per sconfiggerlo. |                         |                                |                   |                   |
| 20 | La Star déchue          | Il Tramonto Di Una Stella      |                   | 2008              |
| Tia sfida Rocket e inizia Male perdendo 3-0 mentre Rocket vede Illusioni vedendo Kernon, Woowamboo, Luur, Stevens e Rocket poi scopre che è Tia ed è dispiaciuto di averla scaraventata e dice di lasciare il Netherball ma Tia riesce a ribaltare il Risultato 3-4 e sconfigge Rocket poi entrambi decidono di Lasciare e Sconfiggere il Netherball dopo di che Rocket rientra in Squadra.                                                |                         |                                |                   |                   |
| 21 | Coach Artegor           | Artegor L'Allenatore           | 17 agosto 2008    | 2008              |
| Rocket ritorna in Squadra ma crede di essere ancora nel netherball e gioca individualmente e finisce con lasciare l'Allenamento, nel frattempo gli Shadow riacquistano in Flusso ma non hanno la Meglio contro gli Xenons che vanno in Finale in Attesa dell'Altra Finalista. |                         |                                |                   |                   |
| 22 | Retour en force         | Rocket, Il Centrocampista      | 24 agosto 2008    | 2008              |
| Inizia la Semifinale 2 tra Snowkids e Lighting, la partita inizia Equilibrata ma il Primo Tempo finisce 0-2 per i Lighting a causa di Ahito che risubisce la Malattia e non riesce a vedere la Palla dove finisce. |                         |                                |                   |                   |
| 23 | Retour en force         | Una Partita Col Destino        | 24 agosto 2008    | 2008              |
| Nel Secondo Tempo gli Snowkids riagganciano il Risultato con D'Jok e Micro-Ice ma subito dopo subiscono il Gol del 2-3 a causa di Ahito poi Tia fa il Gol del 3-3 e la Partita finisce 3-3, Nei Supplementari Ahito riesce a Difendersi Bene nonostante la Malattia poi Micro-Ice centra la Traversa a Portiere Battuto, Rocket fa il Gol del 4-3 e porta gli Snowkids in Finale.                                                          |                         |                                |                   |                   |
| 24 | Calmer le jeu           | In Vista Della Finale          | 31 agosto 2008    | 2008              |
| Gli Snowkids si allenano per sconfiggere gli Xenons, mentre escono dopo l'Allenamento vanno in Discoteca e Aarch va a Cercarli e li riporta nel Palazzo e gli dice che rischiano molto contro gli Xenons. |                         |                                |                   |                   |
| 25 | En déroute              | L'Ultima Sfida                 | 31 agosto 2008    | 2008              |
| Inizia la Finale tra Snowkids e Xenons, Luur decide di iniziare da Solo ma gli Snowkids non riescono a fermarlo con il Primo tempo che finisce 0-2 per gli Xenons, poi Ahito viene sostituito da Yuki mentre Rocket riesce a segnare contro Luur portando il Risultato sull'1-2 dopo di che Luur richiama in Campo gli Xenons. |                         |                                |                   |                   |
| 26 | La revanche de Bleylock | La vendetta di Bleylock        | 6 settembre 2008  | 2008              |
| Continua il Secondo Tempo e D'Jok rimette in piedi la Partita sul 2-2, mentre la Partita sta Finendo La Navicella di Bleylock esplode con i Dispositivi di Flusso e colpisce il Genesis Stadium distruggendo il Campo in questo Modo la Partita si Decide ai Rigori dove Micro-Ice sbaglia calciando Alto e Luur si fa parare il Rigore da Ahito mentre Rocket decide la Finale per 4-3 e alza il Trofeo, si conclude la Seconda Stagione. |                         |                                |                   |                   |

### Terza stagione
La terza stagione in Francia è andata in onda dall'11 giugno 2010 su France 4 e dal 5 luglio 2010 su Disney XD, in Italia il primo episodio è andato in onda il 1º giugno dello stesso anno in anteprima mentre la serie completa è iniziata dal 1º novembre successivo trasmettendo i primi 16 episodi in prima visione assoluta fino al 19 novembre, poi si è interrotta perché lo studio d'animazione Alphanim doveva ancora finire di produrre gli altri 10 episodi rimasti; la programmazione è ripresa dall'11 febbraio 2011 dove gli episodi rimasti vennero trasmessi ogni venerdì a cadenza settimanale.
| Nº | Titolo francese                       | Titolo italiano              | Prima TV francese | Prima TV italiana |
| --- | ------------------------------------- | ---------------------------- | ----------------- | ----------------- |
| 1 | Étoiles en péril                      | Un nuovo inizio              | 5 luglio 2010     | 1º giugno 2010    |
| Gli Snowkids perdono 4-0 un'amichevole contro gli Shadows. Mei lascia la squadra e passa agli Shadows. Viene indetto un torneo su Paradisia. |                                       |                              |                   |                   |
| 2 | La Rupture                            | Il tradimento                | 6 luglio 2010     | 1º novembre 2010  |
| Dopo il tradimento di Mei la squadra non sa più cosa fare così Rocket va da Artegor e convince Aarch a portare gli Snowkids su Paradisia, all'arrivo D'Jok prende a botte Sinedd. |                                       |                              |                   |                   |
| 3 | Bienvenue sur Paradisia               | Benvenuti su Paradisia       | 7 luglio 2010     | 2 novembre 2010   |
| Gli Snow Kids esplorano Paradisia e notano che Lord Primus non bada a spese. Le squadre sono alla ricerca di nuove stelle, inclusi gli Snow Kids, dal momento che Mei è entrata nei Shadows. In spiaggia, Rocket non stacca gli occhi da Lun-Zia, un'atleta degli Wambas. Artegor e Aarch decidono di far entrare Lun-Zia negli Snow Kids sottoponendola a vari allenamenti. |                                       |                              |                   |                   |
| 4 | Une Nouvelle Stratégie dans l'Espace  | Team Paradisia               | 8 luglio 2010     | 3 novembre 2010   |
| Appare per la prima volta il Team Paradisia, squadra di sole ragazze: Kim, Aya, Jane, Alisa, Alca e Nikki; nel frattempo dopo Mei e Yuki anche D'Jok lascia la squadra e diventa nuovo capitano del Team Paradisia. Lord Primus fa un diversivo per far entrare i pirati su Paradisia. |                                       |                              |                   |                   |
| 5 | Résonance                             | All Star Game                | 4 settembre 2010  | 4 novembre 2010   |
| D'Jok accetta la proposta di Primus e lascia gli Snow Kids; così Artegor affida la fascia da capitano a Rocket. Rocket durante gli allenamenti usando il respiro di Akillian, sviene crollando improvvisamente a terra. Artegor però consente comunque a Rocket di giocare l'All-Star Game. Nell'All-Star Game però Rocket sviene di nuovo. La causa è il multi-flusso creato quando lui giocava a Netherball utilizzato sul pianeta Paradisia. I Pirates così si mettono alle ricerche di colui che utilizza l'eco del flusso di Rocket. |                                       |                              |                   |                   |
| 6 | Fathers and Sons                      | Il Torneo Paradisia          | 11 settembre 2010 | 5 novembre 2010   |
| Inizia il Torneo Paradisia con i primi match: Shadows VS Rykers 4-0 e Elektras VS Cyclops 3-1. Intanto, Micro-ice, durante un Surf, perde le sue mutande a causa della Dimensione Sbagliata. Nel frattempo Sonny Blackbones svela la vera Identità di Loord Primus e successivamente il Pirata viene catturato da Vega. |                                       |                              |                   |                   |
| 7 | Père et Fils                          | Calcio d'inizio              | 18 settembre 2010 | 8 novembre 2010   |
| Mentre Sonny, salvato dai pirates, rimane in gravi condizioni, D'Jok e gli Snow Kids si preparano per i rispettivi match: Paradisia/Wambas, Snow Kids/Pirates. I match finiscono portando alla vittoria gli Snow Kids e il Team Paradisia. D'Jok scopre che i suoi compagni di squadra sono dei cyborg. |                                       |                              |                   |                   |
| 8 | L'autre visage de Paradisia           | L'altra faccia di Paradisia  | 25 settembre 2010 | 9 novembre 2010   |
| Vengono disputati i match Xenons/Technodroids v4.0 e Red Tigers/Lightnings. Gli Xenons riescono a dominare vincendo 6-1 mentre i Lightnings riescono a vincere con molta fatica per 4-2 a causa del Respiro di Akillian sviluppato dai Red Tigers e dalla risonanza che ha colpito anche Warren, sebbene in maniera minima rispetto a Rocket. Su Paradisia si festeggia la festa del Corallo e gli Snow Kids ne prendono parte. I Pirates indagano su Lord Primus e soprattutto su Vega. |                                       |                              |                   |                   |
| 9 | Le Secret du Deep Stadium             | Il Segreto del Deep Stadium  | ottobre 2010      | 10 novembre 2010  |
| Gli Snow Kids si preparano per affrontare gli Xenons, pronti a vendicarsi per la sconfitta subita su Genesis. Il Team Paradisia invece affronta i Lightnings. Artie e Bennet entrano in un laboratorio segreto alla ricerca di Vega. I Pirates scoprono che le macchine lì trovate raccolgono il flusso catturato nel Deep Stadium. |                                       |                              |                   |                   |
| 10 | Amis et Ennemis                       | Amici o nemici?              | ottobre 2010      | 11 novembre 2010  |
| Sinedd ritrova i Genitori che credeva perduti dalla sua Infanzia, Inizia il Primo Match dei Quarti di Finale tra Shadows ed Elektras con la vittoria degli Shadows per 3-1 (Yuki segna il gol degli Elektras ma poi si fa male nello stesso punto dove si fece male nella finale della GF Cup 2), con questa vittoria gli Shadows vanno dritti in Finale visto che nella seconda partita dei quarti non ci sono squadre. |                                       |                              |                   |                   |
| 11 | Bataille pour la Finale               | Battaglia per la finale      | ottobre 2010      | 12 novembre 2010  |
| Micro-ice e Tia riescono ad entrare nei sotterranei del Deep Stadium anche grazie ad un vortice che li porta dentro, scoprono il Segreto di Paradisia e riescono a liberare i 2 Pirati imprigionati e arrivano anche Corso e Sonny Blackbones che li tirano fuori da lì poi inizia il Match di Semifinale tra Paradisa e Snowkids chi vincerà andrà in Finale contro gli Shadows, Inizia meglio il Team Paradisa con D'Jok e Nikki che vanno sul 2-0 poi la rimonta degli Snowkids con Rocket, Mark e Micro-ice andando sul 2-3 (5 Gol nel primo tempo) nel secondo tempo finisce 3-3 con il Gol di Nikki e si va sui Rigori. |                                       |                              |                   |                   |
| 12 | Les Pirates du Football               | Tradimento                   | ottobre 2010      | 15 novembre 2010  |
| Nella semifinale arrivano i temuti rigori: Gli Snowkids perdono per 4-3 e vengono eliminati per la prima volta nella storia. Il Team Paradisia va in finale contro gli Shadows di Sinedd e Mei. Intanto, Sonny e Corso stanno per litigare, ma Sonny calma il suo braccio destro. Rocket per colpa della risonanza si infortuna quando sta per tirare il rigore che doveva portare gli Snowkids sullo 0-1, D'Jok tradisce gli ex-compagni rivelando il Punto Debole di Ahito tuttavia è stato costretto da Loord Primus, dopodiché si scopre che Paradisia rischia di Esplodere in 7 giorni a causa del Multi-flusso iniettato nel nucleo di Paradisia. |                                       |                              |                   |                   |
| 13 | Traison sur le Terrain                | Finale                       | ottobre 2010      | 16 novembre 2010  |
| Nel frattempo i Pirati hanno circondato il Palazzo Principale di Paradisia e Brin Simbra concede a tutti i calciatori di usare il Flusso per proteggersi dalla distruzione del Pianeta. La partita si interrompe sul risultato di 3-3 tra Shadows e Paradisia; dopodiché si scopre che il Capo principale era l'ex della Technoid: Harris. A quel punto, tutti i presenti se ne vanno da Paradisia. |                                       |                              |                   |                   |
| 14 | Fin de Partie                         | Un nuovo inizio (2)          | novembre 2010     | 17 novembre 2010  |
| Mentre inizia la Fuga da Paradisia la navicella si blocca temporaneamente anche se poi non è niente di grave. 2 mesi dopo il Ritorno su Akillian la squadra è scossa per l'esplosione del Pianeta Paradisia che credono migliore di Akillian. Nel frattempo Sony Blackbones entra di nascosto nell'Ufficio di Duke Maddox per raccontargli come stanno le cose: il vero colpevole di tutto è Harris (il suo ex-assistente) che ha causato la morte di Lord Primus (Magnus Blade); Brin Simbra però decide di non cambiare i ricercati per non dare nell'occhio. Intanto la Lega ha accelerato l'inizio della Prossima GF Cup a causa della Società del Flusso che ha subito una Minaccia di Harris. |                                       |                              |                   |                   |
| 15 | Le Choc des Buteurs                   | Destini incrociati           | novembre 2010     | 18 novembre 2010  |
| Mei torna agli Snowkids, Yuki resta negli Elektras, D'Jok ritorna agli Snowkids e Lun Zia viene ingaggiata negli Wambas. Il Team Paradisia ottiene l'accesso alla Prossima GF Cup. |                                       |                              |                   |                   |
| 16 | Le Secret du Souffle                  | I segreti del respiro        | novembre 2010     | 19 novembre 2010  |
| 17 | Famille Recomposees                   | Famiglie ricostituite        | novembre 2010     | 11 febbraio 2011  |
| 18 | L'ombre de Sinedd                     | L'ombra di Sinedd            | dicembre 2010     | 18 febbraio 2011  |
| 19 | Le Fantome de Paradisia               | Il fantasma di Paradisia     | dicembre 2010     | 25 febbraio 2011  |
| 20 | Balade pour un Pirate                 | Appuntamento con i pirati    | dicembre 2010     | 4 marzo 2011      |
| 21 | Adieu Paradisia                       | Addio Paradisia              | gennaio 2011      | 11 marzo 2011     |
| 22 | Tous Ensemble !                       | Tutti insieme                | 28 gennaio 2011   | 18 marzo 2011     |
| 23 | Illusion Perdues                      | Illusioni perdute            | 31 gennaio 2011   | 25 marzo 2011     |
| 24 | La Deuxième Chance                    | Una seconda occasione        | 17 febbraio 2011  | 1º aprile 2011    |
| 25 | Sur tous les Fronts                   | Su tutti i fronti            | 21 febbraio 2011  | 8 aprile 2011     |
| 26 | Les Etoiles de Akillian sont éternels | Le eterne stelle di Akillian | 22 febbraio 2011  | 15 aprile 2011    |
| Mentre i pirati attaccano la base di Herris,la finale fra Snow kids e Team Paradisia si svolge al Genesis Stadium, inoltre, su Akillian è stata innescata una bomba a multiflusso. Norata e Arch riescono a scagliarla nello spazio grazie al respiro,ma esplode comunque vicino al pianeta, facendo sparire il respiro temporaneamente. Alla partita, gli Snow Kids non riescono più a giocare senza flusso, ma Aitho svela la sua capacità di assorbire il flusso,e lo trasmette ai suoi compagni. Grazie a un gol di Sinned, gli Snow Kids riescono a vincere la finale. Arvey e Sidney attivano l'anti-multiflusso, facendolo scomparire. Harris si perde nello spazio. Dopo la finale, gli Snow Kids e i bambini che si allenavano all'accademia del Galactik Football (più Sonia, la sorella di Sinned che ha dimostrato di poter usare il respiro e Arsh Scarchi che si è infiltrato), stanno per trovare il nuovo olo-trainer, e ci entrano. Ma qualcosa va storto e MicroIce insieme a tutti i bambini vengono risucchiati in una luce gialla. |                                       |                              |                   |                   |